# Escocia en los Juegos de la Mancomunidad
Escocia es uno de los seis países que han competido en todas las ediciones de los Juegos de la Mancomunidad desde los Juegos de la Mancomunidad de 1930. Los otros son Australia, Canadá, Inglaterra, Nueva Zelanda y Gales.
Los Juegos de la Mancomunidad son el único gran evento multideportivo en el que los atletas y equipos originarios de Escocia, representan a su país; de lo contrario participa en eventos multideportivos como parte de Reino Unido.
Escocia ha sido sede de los Juegos de la Mancomunidad en tres ocasiones, Edimburgo en 1970 y 1986 y Glasgow en 2014. Los Juegos Juveniles de la Mancomunidad inaugurales se llevaron a cabo en Edimburgo en 2000.
Escocia envió un equipo de 207 atletas y 85 oficiales a los Juegos de la Mancomunidad de 2002 en Mánchester, Inglaterra, y ganó 30 medallas (6 de oro, 8 de plata y 16 de bronce).
Después de los Juegos de la Mancomunidad de 2018 en Gold Coast, Queensland, Australia, Escocia ocupó el séptimo lugar en el recuento de medallas de todos los tiempos , con un total general de 451 medallas (119 de oro, 132 de plata y 201 de bronce).
El medallista escocés de la Commonwealth más exitoso por medallas totales es el tirador Alister Allan, con 3 medallas de oro, 3 de plata y 4 de bronce de 1974 a 1994. En 2018, el jugador de bolos de césped Alex Marshall se convirtió en el atleta más exitoso por Golds, ganando su quinta medalla de oro que le dio él 6 en general, habiendo ganado también una Plata en los Juegos de Gold Coast. Otros medallistas exitosos incluyen al atleta Allan Wells (un total de 4 de oro, 1 de plata y 1 de bronce en dos juegos - 1978 y 1982) y Peter Heatly ( saltando de oro en tres juegos sucesivos y 1 de plata y 1 de bronce - 1950, 1954). Y 1958). Jugador de bolos para césped Willie Wood es el primer competidor que ha competido en siete Juegos de la Mancomunidad, de 1974 a 2002, y se perdió 1986 debido a una disputa sobre el amateurismo.

## Medallero
| Sede  | Medalla de oro | Medalla de plata | Medalla de bronce | Total          |
| ----- | -------------- | ---------------- | ----------------- | -------------- |
| 1930  | 2              | 3                | 5                 | 10             |
| 1934  | 5              | 4                | 16                | 25             |
| 1938  | 0              | 2                | 3                 | 5              |
| 1950  | 5              | 3                | 2                 | 10             |
| 1954  | 6              | 2                | 5                 | 13             |
| 1958  | 5              | 5                | 3                 | 13             |
| 1962  | 4              | 7                | 3                 | 14             |
| 1966  | 1              | 4                | 4                 | 9              |
| 1970  | 6              | 8                | 11                | 25             |
| 1974  | 3              | 5                | 11                | 19             |
| 1978  | 3              | 6                | 5                 | 14             |
| 1982  | 8              | 6                | 12                | 26             |
| 1986  | 3              | 12               | 18                | 33             |
| 1990  | 5              | 7                | 10                | 22             |
| 1994  | 6              | 3                | 11                | 20             |
| 1998  | 3              | 2                | 7                 | 12             |
| 2002  | 6              | 8                | 16                | 30             |
| 2006  | 11             | 7                | 11                | 29             |
| 2010  | 9              | 10               | 7                 | 26             |
| 2014  | 19             | 15               | 19                | 53             |
| 2018  | 9              | 13               | 22                | 44             |
| 2022  | Por determinar | Por determinar   | Por determinar    | Por determinar |
| Total | 119            | 132              | 201               | 452            |

## Consejo de los Juegos de la Mancomunidad y miembros
El Commonwealth Games Council for Scotland (CGCS) es la organización deportiva nacional responsable de inscribir a un equipo escocés en los Juegos de la Mancomunidad y los Juegos Juveniles de la Mancomunidad. También es responsable de organizar las licitaciones para albergar los Juegos de la Mancomunidad. La sede de CGCS se encuentra en el Gannochy Sports Center, en el campus de la Universidad de Stirling.
La membresía del CGCS consiste en representantes de los órganos rectores de los 26 deportes en el programa de los Juegos de la Commonwealth, de los cuales la ciudad anfitriona selecciona hasta 17 deportes para cada Juegos de la Commonwealth:
| - Atletismo: Scottish Athletics - Bádminton: Badminton Scotland - Baloncesto: Basketball Scotland - Bolos sobre hierba - Femenino: Scottish Women's Bowling Association - Masculino: Scottish Bowling Association - Bowling: Scottish Tenpin Bowling Association - Boxeo: Amateur Boxing Scotland - Ciclismo: Scottish Cycling - Críquet: Cricket Scotland | - Deportes paralímpicos: Scottish disability sport - Esgrima: Scottish fencing - Gimnasia: Scottish Gymnastics - Halterofilia: Scottish Amateur Weightlifters Association - Hockey sobre césped: Scottish Hockey Union - Judo: Judo Scotland - Lucha: Scottish Wrestling Association - Natación: Scottish Swimming - Netball: Netball Scotland - Piragüismo: Scottish Canoe Association | - Remo: Scottish Amateur Rowing Association - Rugby union: Scottish Rugby Union - Squash: Scottish Squash - Tenis de mesa: Table Tennis Scotland - Tenis: Tennis Scotland - Tiro con arco: Scottish Archery Association - Tiro: Scottish Target Shooting Federation - Triatlón: Scottish Triathlon Association - Voleibol de playa: Scottish Volleyball Association |

## Bandera e himno
Escocia utiliza la Cruz de San Andrés como bandera en los Juegos de la Commonwealth. Esta bandera es común para todos los equipos deportivos que representan a Escocia como una entidad distinta del Reino Unido.
A partir de 2010, Escocia utilizará "Flower of Scotland" como himno de la victoria. Esto reemplaza a "Scotland the Brave" que se usó anteriormente entre 1958 y 2006. Antes de 1958, se usó "Scots Wha Hae". [4] El nuevo himno fue elegido en enero de 2010 por atletas que habían sido seleccionados para participar en los juegos de 2010. La lista corta de himnos también incluyó "Scotland the Brave", "Loch Lomond" y "Highland Cathedral".